# Alluminatura
L'alluminatura (meno comunemente detta alluminiatura) è un procedimento per rivestire con un sottilissimo strato di alluminio puro le superfici riflettenti di un sistema ottico.

## Realizzazione e applicazioni

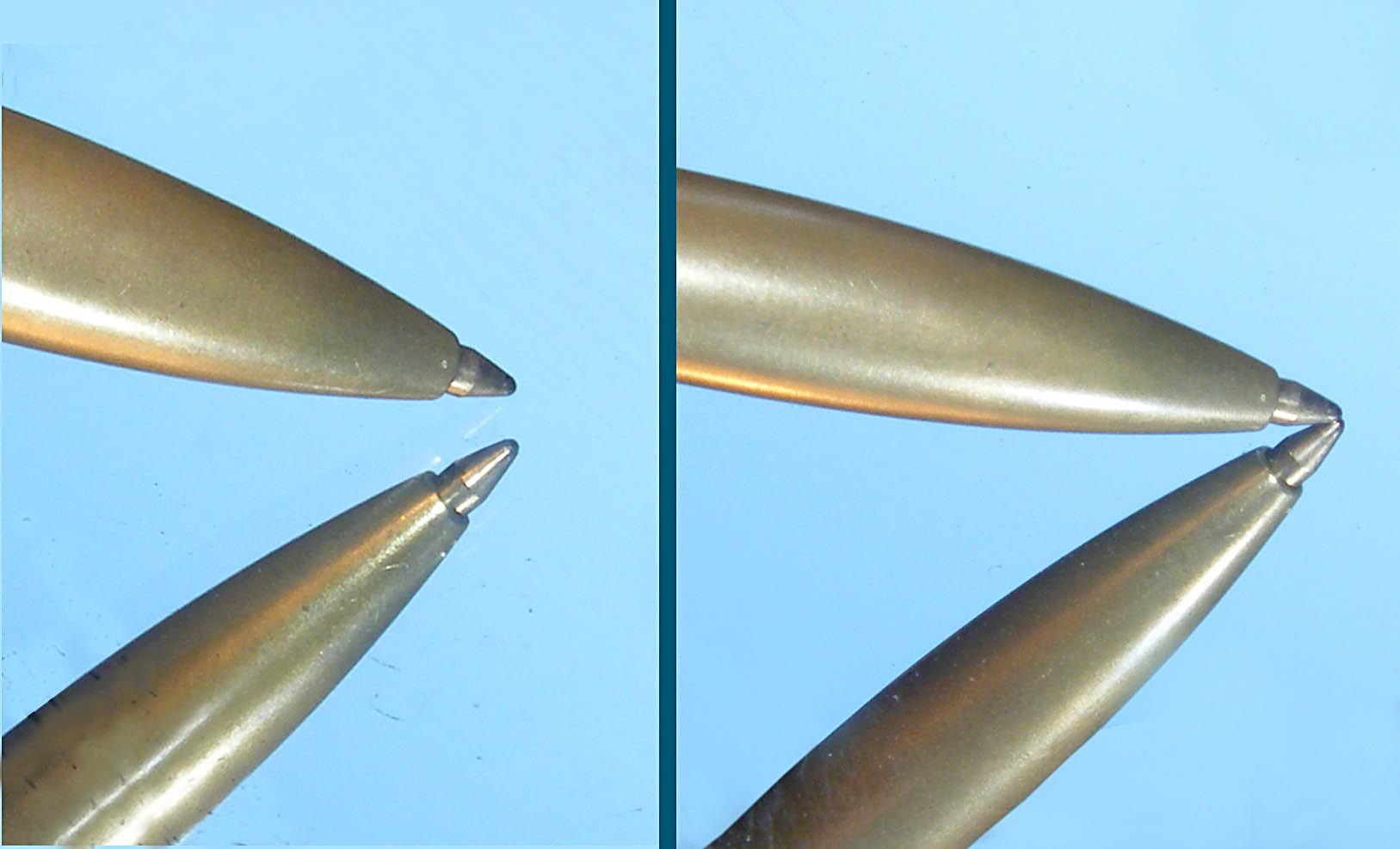

L'alluminatura si realizza tramite un processo di deposizione in alto vuoto di vapori di alluminio, e trova applicazione per il trattamento riflettente degli specchi in vetro dei telescopi riflettori, ma anche nelle parabole in materiale plastico utilizzate nei proiettori ottici per autoveicoli, o in altri sistemi di illuminazione.
L'alluminatura trova applicazione anche nei microscopi ottici ed in generale in tutti gli strumenti scientifici nei quali è essenziale che la riflessione di un raggio di luce sia il più possibile scevra dai problemi che si verificherebbero con l'uso di specchi normali (per esempio distorsioni, fenomeni di rifrazione e di assorbimento da parte dello spessore soprastante di vetro inerte).
In entrambe le immagini a destra l'oggetto è a contatto con il vetro. Si noti la differenza di riflessione tra uno specchio normale (a sinistra) ed uno alluminato. Nel secondo caso, non vi è lo spazio tra l'oggetto e la sua immagine riflessa, corrispondente allo spessore del vetro.
| Controllo di autorità | Thesaurus BNCF 40748 |